# Doméstico das escolas
Doméstico das escolas (em grego: δομέστικος τῶν σχολῶν; romaniz.: domestikos tōn scholōn) foi um posto militar sênior do Império Bizantino, que existiu do século VIII até ao menos o século XIV. Originalmente simplesmente o comandante das escolas palatinas, os regimentos seniores dos tagmas, o doméstico rapidamente ascendeu em proeminência: por meados do século IX, seus titulares ocuparam essencialmente a posição de comandantes-em-chefe do exército bizantino, ao lado do imperador. O ofício foi suplantado no século XII com a elevação do grande doméstico, e durante a dinastia paleóloga (século XIII-XV) foi reduzido a uma dignidade de nível médio puramente honorífica.
O primeiro titular confirmado foi o oficial Antônio, mencionado na crônica de Teófanes, o Confessor, embora autores como J. B. Bury argumentem que o ofício já pudesse existir há muito mais tempo. Embora os oficiais em exercício fossem substituídos, em média, a cada três ou quatro anos, houve casos, como o de João Curcuas, em que os oficiais permaneceram por períodos muito mais longos no comando das tropas. Além disso, famílias militares fundiárias como a dos Focas por vezes tentaram monopolizar o ofício, de modo que os imperadores bizantinos, mesmo que legalmente impedidos, passaram a nomear eunucos para o posto. O último oficial conhecido foi Manuel Ducas Láscaris, mencionado em 1320.

## História

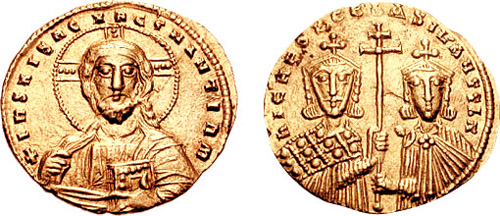
Histameno de ouro de r.. Basílio II, o genro e co-imperador júnior de Nicéforo II, está representado no reverso

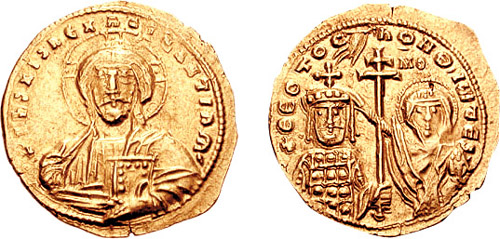
Histameno de r.

O primeiro titular do ofício de doméstico das escolas aparece pela primeira vez nas fontes (a crônica de Teófanes, o Confessor) no ano 767, brevemente após a criação dos tagmas. Estes eram regimentos de cavalaria de elite estacionados na ou em torno da capital Constantinopla, comandados pelos oficiais intitulados "domésticos" (em grego: δομέστικοι; romaniz.: domestikoi), e distintos dos exércitos provinciais dos temas comandados pelos seus respectivos estrategos. As "escolas" (em latim: scholae; em grego: σχολαὶ; romaniz.: scholai) foram uma tagma sênior, que se originaram das escolas palatinas estabelecidas por Constantino, o Grande (r. 306–337) e originalmente foram colocadas sob o comando do mestre dos ofícios. O historiador J. B. Bury traçou a referência a um certo Ariano, "doméstico do mestre", na Crônica Pascoal para o ano 624, e considera este oficial como o predecessor do doméstico das escolas. Como o mestre dos ofícios foi gradualmente destituído de algumas de suas funções nos séculos VII–VIII, o doméstico aparentemente tornou-se um oficial independente. 
No século IX, o ofício de doméstico (ou "domesticado";  em grego: δομεστικάτον; romaniz.: domestikaton) das escolas, subiu em importância e seus titulares foram frequentemente nomeados como chefes do exército na ausência do imperador. Contudo, esta função ainda não lhe era consagrada: dependia bastante das habilidades do doméstico em serviço e o comando supremo foi por vezes confiado a outros generais de nível inferior. O doméstico das escolas, no entanto, elevou-se para tal proeminência que as fontes frequentemente falam do ofício como "o doméstico" sem qualificação adicional, e devido ao poder e influência do posto ele foi frequentemente ocupado por pessoas intimamente relacionadas com o imperador. Da época de Miguel III, o Ébrio (r. 842–867) em diante, o doméstico foi classificado na hierarquia imperial acima de todos os outros comandantes militares, exceto o estratego do Tema da Anatólia. Na prática, rapidamente tornou-se superior até do último, como demonstrado pelo fato que líderes militares como Nicéforo Focas e João Tzimisces serem promovidos do generalato dos anatólios para o domesticado.

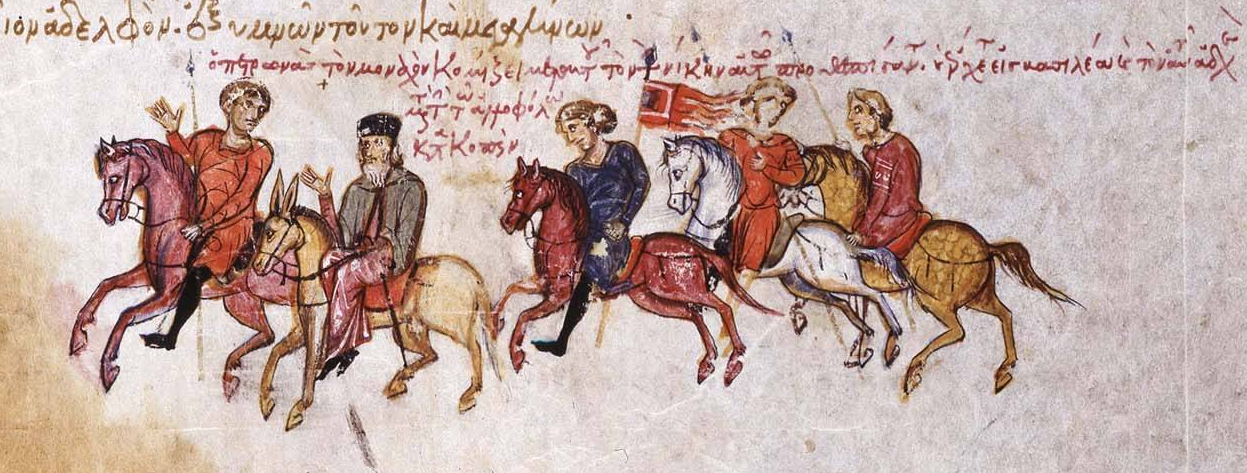
Petronas (extrema esquerda) com João, o monge que previu sua vitória na batalha de Lalacão

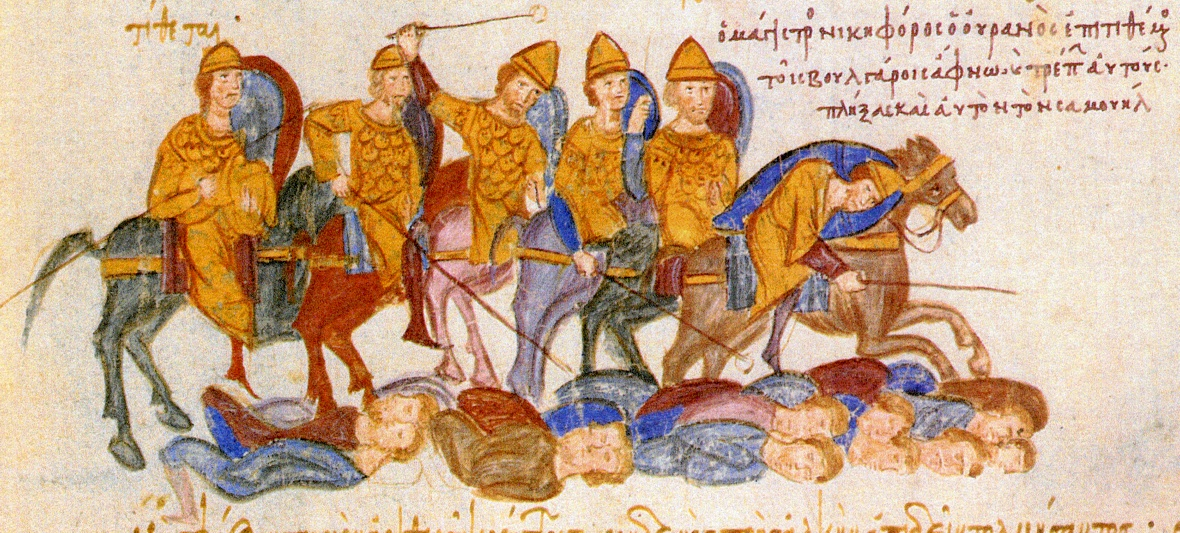
A cavalaria de Nicéforo Urano chacina as tropas búlgaras na batalha de Esperqueu. Gravura do Escilitzes de Madrid.

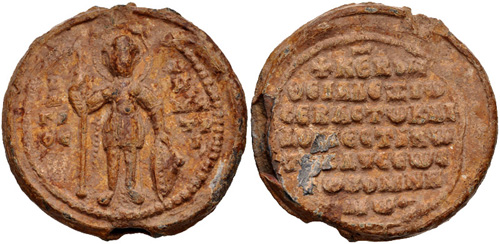
Selo de r. como "Grande Doméstico do Ocidente"

No reinado de Romano II (r. 959–963) o posto foi dividido, sendo criado um "doméstico do Ocidente" (em grego: δομέστικος τῆς δύσεως; romaniz.: domestikos tēs dyseōs) para operações na Europa e  um "doméstico do Oriente" (em grego: δομέστικος τῆς ἀνατολῆς; romaniz.: domestikos tēs anatolēs) para operações na Ásia.  A cerimônia da nomeação do doméstico é descrita no Sobre as Cerimônias (II.3); a mesma obra descreve suas obrigações e papel nas cerimônias cortesãs.
Com algumas exceções, mais notadamente a permanência incomparável de 22 anos de João Curcuas no ofício, ou em momentos de instabilidade interna, os domésticos eram substituídos, em média, a cada três ou quatro anos. Durante o século X, o domesticado das escolas foi dominado pelos membros da família Focas, que produziram seis titulares do ofício. A tentativa deles de monopolizar o ofício levou uma série de imperadores, preocupados com o poder da aristocracia militar, a confiarem o ofício potencialmente mais poderoso para oficiais cortesões não-militares, incluindo — especialmente na primeira metade do século XI, antes da aristocracia militar reafirmar sua autoridade — para eunucos, embora isto fosse proibido em teoria, com o ofício alternativo de estratopedarca sendo criado para este propósito.
Nos séculos X–XI, a variante "grande doméstico" (em grego: μέγας δομέστικος; romaniz.: megas domestikos) aparece esporadicamente, usada em paralelo com outras variantes tais como "grande doméstico das escolas" ou "grande doméstico do Oriente/Ocidente" para as mesmas pessoas. O bizantinista Rodolphe Guilland considera muitas destas referências precoces como referências anacrônicas de escritores do século XII, ou simplesmente casos onde "grande" é usado como um prefixo honorífico, como foi a norma com outros ofícios seniores durante este período, como o drungário da guarda ou o doméstico dos excubitores. No entanto, Guilland argumenta que do tempo de Aleixo I Comneno (r. 1081–1118) em diante, o "grande doméstico" tornou-se um ofício separado, sênior ao "singelo" doméstico das escolas e de fato o novo comandante-em-chefe do exército ao lado do imperador. Contudo, o uso dos títulos não é consistente, e a divisão habitual do comando entre Oriente e Ocidente parece ter sido às vezes aplicado para o grande domesticado também durante o século XII, causando alguma confusão com a natureza do ofício e sua relação com o doméstico "singelo". No século XIII, porém, os dois títulos tornam-se claramente distintos: o grande doméstico foi o comandante-em-chefe do todo o exército e um dos mais altos oficiais do Estado, enquanto o doméstico das escolas foi relegado a uma simples dignidade sem obrigações, concedido para governadores provinciais e outros oficiais de nível médio. Nas palavras do Livro dos Ofícios de Jorge Codino de meados do século XIV, "o doméstico das escolas teve em tempos um ofício similar ao do grande doméstico atualmente, mas agora detém nenhum".
Na obra de Jorge Codino, o doméstico das escolas ocupa o trigésimo primeiro lugar na hierarquia imperial, entre o místico e o grande drungário da frota. A vestimenta cortesã distintiva do doméstico, conforme relatado por Jorge Codino, consistia de um chapéu de brocado a ouro (esciádio), um cafetã de nome cabádio de seda plana e um bastão de prata (dicanício) com um botão no topo e outro no meio. Nas cerimônias e festivais, envergava um escarânico, um chapéu cerimonial em forma de cúpula, de seda amarela decorada com bordados de fios de ouro, com um retrato do imperador sentado no trono na frente e outro com o imperador a cavalo na parte de trás. 

## Lista de titulares conhecidos
Nota: a lista só inclui titulares conhecidos por outros meios de identificação além dos seus selos.
| Nome                    | Mandato                                      | Nomeado por                                     | Notas | Ref.                 |
| ----------------------- | -------------------------------------------- | ----------------------------------------------- | --- | -------------------- |
| Antônio                 | c. 767 – ca. 780                             | Constantino V Coprônimo                         | Um patrício e iconoclasta convicto e assessor próximo de Constantino V, permaneceu no ofício até o começo da regência de Irene de Atenas. | [ 24 ]               |
| Bardânio                | ca. 795/796                                  | Irene de Atenas                                 | Um patrício, possivelmente Vardanes, o Turco. | [ 25 ]               |
| Nicetas Trifílio        | ca. 797/798 – ca. 802                        | Irene de Atenas                                 | Um patrício, apoiou o eunuco Aécio e mais tarde o usurpador Nicéforo I, o Logóteta, mas morreu logo depois, talvez envenenado por ordens do último. | [ 25 ]               |
| Estêvão                 | ca. 811                                      | Nicéforo I, o Logóteta                          | Sobreviveu à desastrosa Batalha de Plisca e conseguiu fazer cumprir a sucessão do filho de Nicéforo, Estaurácio. | [ 25 ]               |
| Pedro                   | desconhecido                                 | Nicéforo I, o Logóteta                          | Filho de um patrício e também um patrício, nada se sabe de sua vida exceto que foi nomeado para o posto por Nicéforo I e que foi feito prisioneiro na Batalha de Plisca, tornando-se um monge mais tarde. | [ 25 ]               |
| Manuel, o Armênio       | 830 – ?                                      | Teófilo                                         | Um general experiente, a ele foi dado o posto junto com o título de magistro após retornar de uma deserção para os árabes. Participou em várias campanhas contra os árabes e pode ter morrido em 838, após a batalha de Anzen, embora outras fontes afirmem que viveu para além disso. | [ 26 ] [ 27 ]        |
| Bardas                  | 858–866                                      | Miguel III, o Ébrio                             | Tio de Miguel III, foi nomeado magistro e doméstico das escolas após o banimento da imperatriz-viúva, Teodora. Promovido a curopalata e posteriormente césar, como o regente virtual do império ele raramente exerceu sua função militar, que delegou a seu filho Antígono e seu irmão Petronas. | [ 28 ]               |
| Petronas, o Patrício    | 863–865                                      | Miguel III, o Ébrio                             | Tio de Miguel III e um general ativo. Exerceu o alto comando no lugar de seu irmão Bardas e foi elevado para o domesticado e o posto de magistro após sua vitória contra os árabes na batalha de Lalacão. | [ 28 ]               |
| Antígono                | 865–866                                      | Miguel III, o Ébrio                             | Filho do césar Bardas, a ele teria sido conferido o domesticado como uma nomeação honorária quando tinha 9 ou 10 anos. Sucedeu seu tio Petronas como doméstico regular após a morte do último, mas foi incapaz de evitar o assassinato de seu pai por Basílio I, o Macedônio e foi removido de seu posto após isso. | [ 29 ]               |
| Mariano                 | desconhecido                                 | Basílio I, o Macedônio                          | Filho de Basílio I, nada se sabe de sua vida exceto que foi enterrado no convento de Santa Eufêmia. | [ 29 ]               |
| Cristóvão               | Anos 870                                     | Basílio I, o Macedônio                          | Genro de Basílio I e um magistro, pouco se sabe de sua vida exceto que liderou as forças bizantinas na vitória sobre os paulicianos na batalha do Córrego Profundo. | [ 29 ]               |
| André, o Cita           | ca. 880 – 883, 883 – ca. 887                 | Basílio I, o Macedônio                          | De origem desconhecida, foi nomeado doméstico das escolas e patrício após suas vitórias contra os árabes. Demitido devido a intrigas na corte, foi novamente nomeado depois que seu sucessor foi perseguido pelos árabes e manteve o posto até o começo do reinado de Leão VI, o Sábio, provavelmente até sua morte em 887. | [ 30 ] [ 31 ]        |
| Cesta Estipiota         | 883                                          | Basílio I, o Macedônio                          | Provavelmente originário de Estípio (Štip), foi derrotado e possivelmente morto perto de Tarso por Iazamane Alcadim, logo após sua nomeação. | [ 32 ]               |
| Nicéforo Focas, o Velho | ca. 887 – 895/896                            | Leão VI, o Sábio                                | Celebrado por suas façanhas no sul da Itália, foi nomeado para o domesticado após a morte de André, o Cita e serviu, principalmente no Oriente, provavelmente até 895. | [ 32 ] [ 33 ]        |
| Leão Catacalo           | 896 – anos 900                               | Leão VI, o Sábio                                | Um comandante da guarda palaciana e parente do patriarca Fócio, caiu em desgraça no começo do reinado de Leão VI, mas logo foi chamado de volta e restaurado no favor imperial. Liderou o exército bizantino na desastrosa batalha de Bulgarófigo, mas sobreviveu e continuou em ofício até o começo dos anos 900. | [ 34 ] [ 35 ]        |
| Andrônico Ducas         | ca. 904–906                                  | Leão VI, o Sábio                                | Foi nomeado para o domesticado antes ou depois de conseguir uma vitória sobre os árabes em Germanícia em 904, e foi demitido após as intrigas cortesãs do eunuco Samonas. Fugiu para o Califado Abássida, onde morreu em cativeiro c. 910. | [ 36 ] [ 37 ] [ 38 ] |
| Gregoras Iberitzes      | ca. 906 – ?                                  | Leão VI, o Sábio                                | Aparece em 906, quando foi enviado contra a fortaleza mantida por Andrônico Ducas e sua família; um parente dos Ducas, tomou parte na tentativa de usurpação de Constantino Ducas em 913 e foi tonsurado e exilado. | [ 37 ]               |
| Constantino Ducas       | ? – 913                                      | Leão VI, o Sábio                                | Filho de Andrônico Ducas, escapou do cativeiro árabe e foi restaurado em alto ofício militar por Leão VI. Em 913, como doméstico das escolas, tentou usurpar o trono do filho de Leão, Constantino VII Porfirogênito, mas falhou e foi morto. | [ 34 ] [ 36 ]        |
| Leão Focas, o Velho     | primeiro mandato desconhecido, ca. 913 – 919 | Leão VI, o Sábio, Constantino VII Porfirogênito | Serviu como doméstico pela primeira vez sob Leão VI, e novamente, com o posto de magistro, durante a maior parte da regência da imperatriz Zoé Zautsina. Liderou as forças bizantinas na desastrosa batalha de Anquíalo em 917, mas sobreviveu. Foi demitido do domesticado por Constantino VII a pedido do patriarca Nicolau Místico e então mudou de lado na luta pelo controle do trono, passando a apoiar Romano Lecapeno. Após lançar uma revolta infrutífera, foi capturado e cegado. | [ 39 ]               |
| João Garidas            | 919                                          | Constantino VII Porfirogênito                   | Um velho oficial na Heteria, substituiu Leão Focas em 919. | [ 40 ]               |
| Adralesto               | ca. 920                                      | Romano I Lecapeno                               | Foi doméstico nos primeiros anos do reinado de Romano I | [ 40 ]               |
| Potos Argiro            | 920/921–922                                  | Romano I Lecapeno                               | Substituiu Adralesto após a morte deste. Participou na desastrosa batalha de Pegas (922), mas escapou. Estava ainda ativo como general em 945, quando derrotou os magiares. | [ 40 ]               |
| João Curcuas            | 922–944                                      | Romano I Lecapeno                               | Um dos associados mais próximos de Romano I, Curcuas manteve o domesticado por 22 anos e sete meses. Liderou numerosas campanhas contra os árabes que resultaram na conquista de Melitene e na recuperação do Mandílio de Edessa. Foi demitido após os filhos de Romano I derrubarem seu pai do poder em dezembro de 944. | [ 41 ] [ 42 ]        |
| Leão Argiro             | desconhecido                                 | Romano I Lecapeno (?)                           | Irmão mais novo de Potos Argiro, serviu como comandante militar sob Leão VI. Sabe-se que foi magistro e manteve o posto de doméstico, mas desconhece-se quando. R. Guilland especula que foi nos primeiros anos do reinado de Romano I ou após a queda do último. | [ 43 ]               |
| Pantério                | 944–945                                      | Estêvão Lecapeno e Constantino Lecapeno         | Nomeado no lugar de João Curcuas pelos filhos de Romano I, seu mantato foi curto, pois Constantino VII derrubou-os e assumiu o poder sozinho. | [ 44 ]               |
| Bardas Focas, o Velho   | 945–954                                      | Constantino VII Porfirogênito                   | Distinto general e irmão de Leão Focas, foi marginalizado sob Romano I. Apoiou o golpe de Constantino VII contra os Lecapenos e foi nomeado magistro e doméstico em troca. Contudo, seu registro militar foi pobre, sofrendo várias derrotas frente a Ceife Adaulá (r. 945–967), e sendo substituído por seu filho Nicéforo em 954. Quando Nicéforo assumiu o trono fez seu pai césar. | [ 45 ]               |
| Nicéforo Focas          | 954–963                                      | Constantino VII Porfirogênito                   | Sucedeu seu pai no domesticado, e conseguiu várias vitórias contra os árabes: o saque de Adata em 957, a reconquista de Creta em 960-961 e vitórias contra os hamadânidas em 962-963. Em 963 ascendeu ao trono após a morte de Romano II. Foi assassinado em 967 por João I Tzimisces. | [ 46 ] [ 47 ]        |
| Leão Focas, o Jovem     | 959–963                                      | Romano II                                       | Irmão mais novo de Nicéforo II, ocupou postos militares seniores sob Constantino VII; Romano II nomeou-o como o primeiro doméstico do Ocidente. Em 960-961, substituiu seu irmão no Oriente durante a campanha cretense e derrotou Ceife Adaulá. Nicéforo nomeou-o curopalata quando tomou o trono. Após o assassinato de Nicéforo, conspirou repetidamente contra Tzimisces e foi cegado e exilado.                                                                                        | [ 48 ] [ 49 ]        |
| João Tzimisces          | 963 – ?                                      | Nicéforo II Focas                               | Sobrinho e assessor próximo de Nicéforo Focas, foi promovido doméstico do Oriente na ascensão do último, mas foi logo demitido. Assassinou Nicéforo II em dezembro de 969 e reinou como imperador até sua morte em 976. | [ 50 ] [ 51 ]        |
| Romano Curcuas          | 963 – ?                                      | Nicéforo II Focas                               | Filho de João Curcuas e parente de Nicéforo Focas, foi possivelmente promovido para doméstico do Ocidente quando Nicéforo se tornou imperador. | [ 42 ]               |
| Melias                  | ca. 972–973                                  | João I Tzimisces                                | Parente do célebre estratego homônimo do começo do século X, teve o posto de doméstico do Oriente. Liderou uma campanha no norte da Mesopotâmia em 972-973 e foi morto durante o cerco de Amida. | [ 50 ] [ 52 ]        |
| Bardas Focas, o Jovem   | 978–987                                      | Basílio II Bulgaróctono                         | Herdeiro das aspirações imperiais da família Focas, se rebelou contra Tzimisces mas foi derrotado por Bardas Esclero e preso. Foi libertado e recebeu o domesticado do Oriente em 978 para confrontar a rebelião de Esclero contra Basílio II. Derrotou Esclero, mas em 987 rebelou-se novamente. Morreu em uma batalha contra o imperador em Abidos em abril de 989. | [ 53 ]               |
| Estêvão Contostefano    | ca. 986                                      | Basílio II Bulgaróctono                         | Doméstico do Ocidente durante a campanha contra a Bulgária, foi em parte responsável pela pesada derrota na batalha da Porta de Trajano. | [ 54 ]               |
| Nicéforo Urano          | 996–999                                      | Basílio II Bulgaróctono                         | Um confidente de Basílio e general capaz, foi nomeado "mestre de todo o Ocidente" para enfrentar as depredações do czar Samuel da Bulgária, a quem ele derrotou decisivamente na batalha de Esperqueu em 997. Em 999, foi enviado ao Oriente como duque de Antioquia, onde fortaleceu a fronteira síria e conseguiu vitórias contra o Califado Fatímida. | [ 54 ] [ 55 ]        |
| Nicolau                 | 1025–1028, 1042–1044(?)                      | Constantino VIII Zoé Porfirogênita              | Um dos eunucos favoritos de Constantino VIII, foi nomeado proedro, paracemomeno e doméstico das escolas, embora fosse legalmente impedido para o último ofício. Demitido por Romano III Argiro, readquiriu o favor imperial e o domesticado do Oriente por Zoé em 1042. Neste posto liderou a defesa contra o raide rus' de 1043 e fez campanha sem sucesso na Armênia, o que levou à sua substituição no comando militar.                                                                  | [ 56 ]               |
| Simeão                  | 1030 – ?                                     | Romano III Argiro                               | Um dos eunucos favoritos de Constantino VIII, foi nomeado proedro e drungário da guarda pelo imperador. Desempenhou um papel proeminente na ascensão de Romano III ao trono através de seu casamento com Zoé, e recebeu o domesticado do Oriente em 1030. | [ 57 ]               |
| Constantino             | 1037–1041 1041–1042                          | Miguel IV, o Paflagônio Miguel V, o Calafate    | Irmão eunuco de Miguel IV, foi nomeado duque de Antioquia c. 1034/1035 e foi elevado a doméstico do Oriente em 1037. Sua liderança não foi bem sucedida, e em 1040 uma conspiração fracassada foi dirigida contra ele. Após a morte de Miguel, Constantino foi chamado de volta e exilado pela imperatriz Zoé. Foi restaurado por seu sobrinho Miguel V e promovido a nobilíssimo, mas foi cegado e exilado novamente quando Miguel foi deposto.                                            | [ 58 ] [ 59 ]        |
| Constantino Cabásilas   | 1042 – ?                                     | Zoé Porfirogênita                               | Um dos líderes da revolta contra Miguel V, foi nomeado duque do Oriente por Zoé. | [ 60 ]               |
| Constantino Arianita    | ca. 1048–1050                                | Constantino IX Monômaco                         | Distinto general, é registrado como titular do posto de "mestre [das tropas] do Ocidente" nas campanhas contra os pechenegues. Foi morto diante de Adrianópolis em 1050. | [ 61 ]               |
| Teodoro                 | 1054–1057                                    | Teodora                                         | Um eunuco e confidente da imperatriz, foi elevado ao domesticado do Oriente e ao posto de proedro e enviado para Oriente para lutar contra os turcos. Marchou contra a rebelião de Isaac Comneno e foi derrotado na batalha de Petroe. | [ 62 ]               |
| João Comneno            | 1057 – ?                                     | Isaac I Comneno                                 | Irmão mais novo de Isaac I, foi elevado aos postos de curopalata e grande doméstico por seu irmão. O uso de grande doméstico é provavelmente um uso anacrônico pelas fontes posteriores, e seu título real foi provavelmente doméstico das escolas do Ocidente. | [ 63 ]               |
| Filareto Bracâmio       | ca. 1068 – ca. 1071 1078 – ?                 | Romano IV Diógenes Nicéforo III Botaniates      | Nobre armênio, foi elevado a doméstico do Oriente por Romano IV, provavelmente demitido por Miguel VII Ducas e reinstalado por Nicéforo III. | [ 63 ]               |
| Andrônico Ducas         | ca. 1072                                     | Miguel VII Ducas                                | Filho mais velho do césar João Ducas, protoproedro e protovestiário, foi nomeado doméstico do Oriente para confrontar o imperador deposto Romano IV. | [ 64 ]               |
| Isaac Comneno           | ca. 1073                                     | Miguel VII Ducas                                | Filho do curopalata João Comneno (irmão de Isaac I), foi nomeado doméstico e enviado contra os turcos, mas foi derrotado e capturado. | [ 64 ]               |
| Aleixo Comneno          | 1078–1081                                    | Nicéforo III Botaniates                         | Sobrinho de Isaac I, foi nomeado para o domesticado do Ocidente para combater as revoltas de Nicéforo Briênio, o Velho e Nicéforo Basilácio. Em 1081, depôs Nicéforo III e tornou-se imperador, governando até sua morte em 1118. | [ 65 ]               |
| Gregório Pacuriano      | 1081–1086                                    | Aleixo I Comneno                                | Foi nomeado grande doméstico do Ocidente depois que Aleixo Comneno ascendeu ao trono, e foi morto em batalha em 1086. R. Guilland qualifica-o como "a primeira pessoa a ser oficialmente nomeada 'grande doméstico'". | [ 66 ]               |
| Adriano Comneno         | 1086 – após 1095                             | Aleixo I Comneno                                | Irmão mais novo de Aleixo I, sucedeu a Pacuriano como grande doméstico do Ocidente em 1086. | [ 67 ]               |
| Aleixo Gido             | ca. 1185 ca. 1194                            | Andrônico I Comneno Isaac II Ângelo             | Conhecido como tendo sido grande doméstico do Oriente em 1185, e doméstico do Ocidente em 1194, quando liderou o exército bizantino na desastrosa batalha de Arcadiópolis. | [ 68 ]               |
| Basílio Vatatzes        | após 1185–1194                               | Isaac II Ângelo                                 | Casado com uma sobrinha de Isaac II, como doméstico do Oriente e duque dos tracesianos, suprimiu a revolta de Teodoro Mangafa em 1186. Por 1193, foi doméstico do Ocidente em Adrianópolis. Foi morto na batalha de Adrianópolis em 1194. | [ 69 ]               |
| Tzâmplaco               | desconhecido                                 | João III Vatatzes                               | Pai de Aleixo Tzâmplaco e primeiro membro notável de sua família, sabe-se ter mantido o título durante o reinado de João III (r. 1222–1254). | [ 70 ]               |
| Teódoto Calóteto        | ca. 1254/1258                                | João III Ducas Vatatzes ou Teodoro II Láscaris  | Sabe-se que manteve o título através de uma carta endereçada a ele por Teodoro II Láscaris. Em 1259, foi governador do Tema Tracesiano. | [ 70 ]               |
| Ferrando de Aunes       | ca. 1304                                     | Andrônico II Paleólogo                          | Mercenário catalão, foi elevado à dignidade de doméstico das escolas e entrou na nobreza bizantina, casando-se com uma membro da família Raul. | [ 70 ]               |
| Manuel Ducas Láscaris   | ca. 1320                                     | Andrônico II Paleólogo                          | Foi o último titular conhecido do título, mencionado em 1320 como doméstico das escolas do Ocidente e governador de Tessalônica | [ 71 ]               |